# هوسويا يوي إتشي
هوسويا يوي إتشي (بالأنكليزية:Hosoya Yuichi) عضو بهيئة تحرير موقع نيبون الإخباري. وهو أستاذ كلية القانون في جامعة كيئو ولد عام 1971 في محافظة تشيبا. تخرج من كلية القانون جامعة ريكيو. أنهى دراسة الدكتوراة في السياسة من جامعة كيئو عام 2000. عمل كمعيد في كليات الحقوق بكل من جامعة هوكايدو و جامعة كيئو. حتى أصبح أستاذ مساعد بكلية القانون بجامعة كيئو في عام 2006. واستمر في هذا العمل حتى 2011. له عدة أعمال (حصل على جائزة سانتري الفنية عام 2001 عن كتابه(الدبلوماسية الإنجليزية) و (النظام الدولي بعد الحرب) – (تشكيل أوروبا بعد الحرب في الفترة بين 1945-1951) من دار سوبونشا و (دبلوماسي الإمبراطورية البريطانية) (لدار شيكوما شوبو، عام 2005) و (أخلاقيات الحرب – أمجاد و انكسارات توني بلير) (مجلس النشر بجامعة كيئو/ عام 2009 حصلت على جائزة يوشينو ساكوزو من يومييوري) وجوائز أخرى.